# Yūsef Deh
Yūsef Deh (persiska: یوسف ده) är en ort i Iran.   Den ligger i provinsen Gilan, i den norra delen av landet, 210 km nordväst om huvudstaden Teheran. Antalet invånare är 263.
Terrängen runt Yūsef Deh är platt åt nordost, men åt sydväst är den kuperad. Runt Yūsef Deh är det mycket tätbefolkat, med 1 018 invånare per kvadratkilometer. Närmaste större samhälle är Lāhījān, 7,7 km sydväst om Yūsef Deh. I omgivningarna runt Yūsef Deh växer i huvudsak blandskog.